# Maria Höfl-Riesch
Maria Höfl-Riesch   (Garmisch-Partenkirchen, 24 de novembre de 1984) (nascuda Maria Riesch) és una esquiadora alpina alemanya retirada, tres cops campiona olímpica i dos cops campiona del món.
Nascuda a Garmisch-Partenkirchen, va destacar en els campionats júnior, on va guanyar fins a set medalles en totes les disciplines dels quatre Campionats del Món Júnior, incloses tres medalles d'or en combinada i super-G. A mesura que les carreres de les seves compatriotes de més edat Martina Ertl-Renz i Hilde Gerg entraven en declivi, Höfl-Riesch va convertir-se en la millor esquiadora de l'equip alemany, tot i perdre's per lesió els campionats de 2005 i 2006.
La temporada 2007 va guanyar la seva segona carrera de descens, a Lake Louise (Canadà) i l'any 2008 va quedar tercera en la classificació general. Durant la temporada 2009, Höfl-Riesch va guanyar quatre tornejos d'eslàlom en la gira de la Copa del Món, alçant-se amb la medalla d'or.
Posteriorment va guanyar dues medalles d'or en els Jocs Olímpics d'Hivern de 2010, en el súper combinat i l'eslàlom. Després d'acabar segona en la classificació mundial de la Copa del Món el 2009 i el 2010, Höfl-Riesch va sobresortir en temporada 2011, guanyant el títol general, que defensava la tricampiona estatunidenca Lindsey Vonn. Es va retirar la temporada de 2014 després d'estavellar-se en la final de la Copa del Món de descens.